# Jorge Amado de Faria
Jorge Amado, brazilski pisatelj, * 10. avgust 1912, † 6. avgust 2001, Salvador.

## Življenjepis
Rodil se je v Itabuni na jugu Bahie na kakavovi plantaži. Ko je bil star eno leto, so se z družino preselili v Ilheus. Že med študijem prava se je ukvarjal z novinarstvom in leta 1931 napisal prvi roman »Dežela karnevala«. Zaradi spornega pisanja so ga izgnali, zato je nekaj časa živel v Franciji in na Češkoslovaškem. Leta 1952 se je vrnil v Brazilijo in se popolnoma posvetil pisanju. Leta 1954 je izstopil iz komunistične stranke in se popolnoma posvetil književnemu ustvarjanju. Bil je dvakrat poročen in ima tri otroke.
Večkrat je bil nominiran za Nobelovo nagrado za književnost, vendar je ni nikoli dobil. V Braziliji je zelo cenjen in velja za njihovega največjega pisatelja. V glavnem je opisoval kruto resničnost življenja preprostih Brazilcev 20. stoletja, vendar mu je uspelo v romanih kljub opisovanju tragike zadržati vedrino in življenjsko moč, značilno za Brazilce.

## Izbrana dela
- Dežela karnevala (O pais do Carneval)
- Kakav (Cacau)
- Viva Tereza (Tereza Batista cansada de guerra)
- Pot (Sour)
- Itabuna
- Morje smrti (Mar morto)
- Vojakova ljubezen (O amor do soldado)
- Sveti Jorge iz Ilheusa (Sao Jorge dos Ilheus)
- Dežela na koncu sveta

Njegove zgodbe so prevedene v 49 jezikov in objavljene v 55 državah. V slovenščino je prevedenih pet romanov.